# أرماندو ميروديو
أرماندو ميروديو (بالإسبانية: Armando Merodio Pesquera) مواليد 23 أغسطس 1935 في برشلونة، هو لاعب كرة قدم إسباني سابق كان يلعب كمهاجم. لعب خلال مسيرته 189 مباراة سجل خلالها 57 هدفاً.

## المسيرة الاحترافية

### أندية لعب لها
- نادي باراكالدو
- أتلتيك بيلباو
- ريال مورسيا
- ريكرياتيفو